# Сельвинский, Илья Львович
Илья́ Льво́вич Сельви́нский (в 1920-е годы пользовался псевдонимами Эллий-Карл и Илья-Карл Сельвинский, в документах военного времени — Илья-Карл Львович; 12 [24] октября 1899 или 24 октября 1899, Симферополь — 22 марта 1968[…], Москва) — русский советский поэт, прозаик и драматург, теоретик стиха. Один из крупнейших представителей авангарда в русской поэзии. Основатель и председатель Литературного центра конструктивистов.

## Биография

### Происхождение
Илья Сельвинский (при рождении Селевинский) родился 12 (24) октября 1899 года в Симферополе в еврейской семье, был младшим из семерых детей (все старшие — девочки); свободно владел идишем. Его дед, елисаветградский мещанин Эль-Шая (Эли-Шаин, Элиогу-Йешая) Гершкович Селевинский (1822—1883), был кантонистом Фанагорийского полка и поселился с детьми в Симферополе не позднее 1880 года. Отец, елисаветградский (после 1910 года симферопольский) мещанин Лейб Эль-Шаинович (Эль Шаевич, Эль Шайлович, Эльшаелович) Селевинский (Шелевинский, в быту также Лев Ильич и Лев Соломонович; 1853—1923, Москва), участвовал в Русско-турецкой войне 1877 года, затем торговал мехами и пушниной. Мать — Неха Мордхо-Лейбовна (Неха Мордховна, Надежда Львовна) Селевинская (урождённая Штейнберг, 1856—1938), была домохозяйкой.
Как писал сам Илья Сельвинский в автобиографии (1967), его отец «был меховщиком, а затем, разорившись, превратился в скорняка». В декабре 1889 года он был удостоен звания «мастера мужеско-портняжеского ремесла» и впоследствии стал одним из главных поставщиков обмундирования для городских гимназий (в том числе духовной академии), имел магазин мужского платья на улицах Дворянской (1901) и Екатерининской (1903). Семья жила в Греческом (Бондарном) переулке, дом № 2 (дом Пеккера).

### Ранние годы
Спасаясь от прокатившейся в 1905 году волны еврейских погромов, мать с младшим сыном и дочерьми уехала в Константинополь, где в 1905—1906 годах Илья посещал школу при французской католической миссии, затем арабскую школу в Едикуле, а через несколько месяцев они возвратились в Симферополь. Отец в это время полностью разорился и в середине 1909 года семья переехала в Одессу, где Илья поступил в казённое училище. В августе 1911 года они переехали в Евпаторию, где Илья был принят в городское начальное четырёхклассное училище, а в 1915—1919 годах продолжил обучение в Евпаторийской мужской гимназии. В Евпатории семья жила в доме Якубовича на Лазаревской улице. С 1915 года начал публиковать свои произведения (в частности, в газете «Евпаторийские новости»). Дружил с соучеником по гимназии Шуней Зонне, в будущем актёром и режиссёром.
В 1918 году, будучи с сестрой в период вынужденных каникул на гастролях в Мелитополе с бродячим мюзик-холлом «Гротеск» под руководством двоюродного брата — антрепренёра Семёна Бельского (Семён Григорьевич Шелевинский), вступил в отряд анархистов Маруси Никифоровой, затем в марте 1918 года в Новой Алексеевке — в партизанский красногвардейский отряд имени Кривошапки под командованием матроса Виктора Груббе, с которым в апреле того же года участвовал в боях против немцев под Александровском и под Перекопом, был ранен. В августе 1918 года в Армянском Базаре его разыскал отец и к сентябрю Сельвинский вернулся в восьмой класс гимназии. В 1919 году был арестован белогвардейской контрразведкой в Севастополе за помощь большевистскому подполью, но вскоре освобожден по ходатайству друзей.
После окончания гимназии в июле 1919 года провёл лето на сенокосе и юнгой на шхуне, а осенью поступил на медицинский факультет Таврического университета, потом бросил учёбу и поступил рабочим на консервную фабрику «Таврида». Сменил множество профессий (был грузчиком, натурщиком, репортёром, цирковым борцом). В 1920 году помимо работы на заводе занимался подённым трудом и возвратился в Таврический университет, но уже на юридический факультет.
Летом 1921 года переезжает к сестре Генриэтте (Гите) Львовне Ковнер (1885—1958) в Москву и переводится в Московский университет на факультет общественных наук. Жил с женой у сестры в Большом Козихинском переулке, дом № 2, кв. 3. В 1923 году Сельвинский окончил факультет общественных наук 1-го Московского государственного университета.

### 1923—1930
Одним из первых заметных публичных выступлений Сельвинского становится участие поэта в апреле 1923 года в 1-й Московской олимпиаде поэтов. Среди претендентов на первый приз и титул «короля поэтов» был и Владимир Маяковский, и ряд других известных поэтов того времени. Однако по итогам олимпиады первый приз был присуждён молодому поэту из Крыма, читавшему произведшие фурор среди зрителей стихотворения «Вор», «Цыганский романс на гитаре» и др. Впоследствии Сельвинский так вспоминал о той давней своей победе:

«…Никому не известным студентом вышел я среди тогдашних Вас. Каменских и Вад. Шершеневичей и взял первый. Правда, его присудила мне прежде всего публика. Её признание было настолько восторженным, что никакое жюри не посмело бы возражать. Впрочем, оно и не возражало. Но дело не в этом. Дело в том, что я был УБЕЖДЁН в своих силах и ЗНАЛ, а не просто верил, — ЗНАЛ, что мне полагается первый приз. В этом выразилась моя мудрость. Наивность же заключалась в том, что я был уверен в присуждении мне этого приза, в признании за мной людьми того, что я собой представлял».
— Из дневника (23.10.1933)
В 1924 году И. Сельвинским основан ЛЦК (Литературный центр конструктивистов). Поэт становится фактическим лидером группы конструктивистов, в которую среди прочих входят такие поэты, как В. Луговской, Э. Багрицкий, Н. Ушаков, В. Инбер, Н. Адуев, Г. Гаузнер, Б. Агапов, а также критик К. Зелинский, литературовед и поэт А. Квятковский, прозаик Е. Габрилович, философ В. Асмус. В 1926 году выходит первая книга стихов Сельвинского «Рекорды».

#### «Улялаевщина»
В 1927 году в Артели писателей «Круг» отдельной книгой была издана поэма-эпопея Сельвинского «Улялаевщина» (1924). Ещё до этого, первого, издания поэмы «Улялаевщина» ходила в списках и была широко известна среди любителей поэзии. Некоторые главы и отрывки из эпопеи были напечатаны в периодике в 1925—1927 гг. В 1926 году один отрывок из поэмы был напечатан в журнале «Новый мир». «Улялаевщина» стала заметной вехой не только в творчестве самого Сельвинского, но и — в развитии всей советской поэзии. На поэму были написаны десятки рецензий критиками и литераторами самых различных направлений.
Маяковский отзывался об эпопее Сельвинского, как о «великолепной „Улялаевщине“», восхищённо декламировал куски из поэмы. Критика писала об «Улялаевщине», характеризуя её как первое «убедительное и непосредственно волнующее создание конструктивистского стиля»; ряд рецензентов сходился в оценке «Улялаевщины» как «большого литературного события, многоценной литературной удачи».
Уже в 1929 году критик Абрам Лежнев прямо назвал «Улялаевщину» «одним из самых сильных произведений советской поэзии».
Вышедшая в частном издательстве, эпопея Сельвинского в 1930 году была переиздана Госиздатом (издание 2-е, исправленное и дополненное): текст поэмы в этом издании был расширен, в некоторых главах были добавлены новые куски, также был исправлен ряд опечаток, обнаруженных в первом издании. В течение последующих пяти лет поэма была переиздана ещё дважды.
О популярности Сельвинского в те годы говорит и тот факт, что в середине и в конце 1920-х годов с его экспериментальными «левыми» стихами и поэмами в своих концертах выступал популярный артист-эксцентрик и шансонье Михаил Савояров. В частности, он читал (а временами даже пел) под музыкальное сопровождение поэму «Улялаевщина» в костюме и эстетике театра Синей блузы.

#### «Пушторг»
В 1927 году Сельвинский пишет, а в 1929 после ряда периодических публикаций выпускает отдельным изданием роман в стихах «Пушторг». Ещё до первой книжной публикации «Пушторга» автор так охарактеризовал замысел и художественные особенности своего нового произведения:
«Проблема романа — молодая советская интеллигенция <…>, выросшая в эпоху революции и болезненно ищущая сращения с рабоче-крестьянским блоком. Считая себя одним из представителей этой интеллигенции, я тем не менее старался не идеализировать её, а по возможности объективно изобразить как светлые, так и больные стороны её психологии. Технически роман написан модернизированными октавами тактового стиха. Атмосфера романа сделана в той традиции, которую внесло в русскую поэзию влияние Байрона».
В романе остро ставилась проблема столкновения интеллигенции и компартии. Герои романа — директор «Пушторга» талантливый мастер по пушнине, беспартийный интеллигент Онисим Полуяров и его «зам» Лев Кроль — чинуша и карьерист, не имеющий ни специальности, ни образования, а только стаж работы в ЧК и партбилет в кармане. Конфликт между ними, приводящий к трагической развязке (самоубийство Полуярова), — основа сюжета романа. Сельвинский в «Пушторге» выступал против «кролевщины», утверждая право квалифицированных специалистов, интеллигенции занимать руководящие посты в стране. Также в романе то и дело возникает тема ущемлённости лирики на фоне «деловых стенгаз» и «театральных од».
Критика на роман была разноречивой. В одной из рецензий «Пушторг» был назван «одним из глубочайших и значительных явлений советской поэзии». Поэт-акмеист Михаил Зенкевич писал, что «своим романом в стихах „Пушторг“ Сельвинский побил новый рекорд в современной поэзии». Однако критики из РАПП усмотрели в романе «противопоставление интеллигенции рабочему классу», что дало возможность характеризовать «Пушторг» как попытку «сеять рознь между компартией и интеллигенцией».
«Что представляет собой эта вещь как не явную попытку организовать контрнаступление против наших позиций, наших отношений с интеллигенцией», — писал заместитель заведующего отделом агитации, пропаганды и печати ЦК ВКП(б) П. Керженцев.
Падчерица поэта Цецилия Воскресенская впоследствии вспоминала:
«С 1928 года, когда вышел его роман в стихах „Пушторг“, началась травля поэта, длившаяся почти до конца его жизни».

#### Полемика с Маяковским
В 1927—1930 годах Илья Сельвинский вёл острую стихотворно-публицистическую полемику с Владимиром Маяковским. В 1930 году Сельвинский написал стихотворение «На смерть Маяковского», где назвал «горлана-главаря» своим «любимейшим врагом» и «революции первой любовью». Стихотворение начиналось такими строками:

Я был во главе отряда,

Который с ним враждовал, —

И значит, глядеть на взорванный вал,

Должно быть моей отрадой;

Я вёл от края до края

Атаки на каждый холм:

Недаром последним его стихом

Была на меня эпиграмма.

— «На смерть Маяковского», 1930
Маяковский в 1930 году написал эпиграмму на Сельвинского; полемические выпады, направленные против Сельвинского и конструктивистов, содержались также во вступлении к поэме «Во весь голос». Тогда же, в 1930 году, Сельвинский пишет и публикует поэму «Декларация прав поэта» — жёсткий ответ Маяковскому, ставший последним высказыванием в ожесточённой полемике двух поэтов. В «Декларации» были строки, прямо указывающие на характер этой полемики, где проявились, в частности, различные взгляды Маяковского и Сельвинского на роль агитки и плаката в поэзии:

А вы зовёте: на горло песне.

Будь ассенизатор, будь водолив-де!

Да в этой схиме столько же поэзии,

Сколько авиации в лифте.

Когда ж и от поэзии спешите отказаться

В рифмах, пышных, как бал драгун,

То это смешней, чем вступление зайца

В «Общество любителей заячьих рагу».

Так не слушайте ж, товарищи потомки,

Примитивов, ползущих, как индеец,

Если нужны календарные подёнки,

То нужны глубокие и тонкие

Профили сегодняшних дней.

— «Декларация прав поэта», 1930
Поэма Сельвинского была встречена общественностью в штыки, названа «кулацким выступлением», попыткой «шельмовать методы революционной поэтической работы Маяковского». Критический обстрел обернулся масштабной травлей поэта. В том же 1930 году критик Корнелий Зелинский, ранее выступавший как теоретик и идеолог конструктивизма, опубликовал статью «Конец конструктивизма: К предстоящему пленуму РАПП» («На литературном посту» — 1930, № 20). ЛЦК прекратил своё существование. Для Сельвинского это стало ещё одним тяжёлым ударом.

### 1930-е годы
Несмотря на все разногласия, Сельвинский, любя и ценя Маяковского, в своём стихотворении «На смерть Маяковского» напишет также о принятии им «наследства» поэта («Я принимаю твоё наследство, / Как принял бы Францию германский король»). Своеобразным результатом такого «принятия наследства» стало относящееся к тем же годам начало работы Сельвинского сварщиком на Электрозаводе и создание экспериментальной поэмы «Электрозаводская газета», выпущенной в форме газеты. Все «газетные» материалы в ней были зарифмованы Сельвинским — от объявлений и писем в редакцию до «стихограммы» отрывка речи И. Сталина на XVI съезде ВКП(б) 1930.
В 1934 году выходит книга лирики «Тихоокеанские стихи», в которой содержались такие впоследствии широко известные стихотворения Сельвинского, как «Охота на тигра», «Читатель стиха», «Белый песец», «Охота на нерпу».
В 1933—1934 годах Сельвинский был корреспондентом «Правды» в экспедиции, возглавляемой О. Ю. Шмидтом на пароходе «Челюскин», однако в дрейфе и зимовке не участвовал: в составе группы из восьми человек высадился на берег во время стоянки у о. Колючина и прошёл с чукчами на собаках по льдам Ледовитого океана и тундре до мыса Дежнёва.
С 1937 года против Сельвинского были выпущены сокрушительные партийные резолюции: 21 апреля 1937 — резолюция Политбюро против его пьесы «Умка — Белый Медведь», а 4 августа 1939 года — резолюция Оргбюро о журнале «Октябрь» и стихах Сельвинского, которые были названы как «антихудожественные и вредные». С 1937 года он пишет исторические драмы в стихах.

### Военные годы
Член ВКП(б) с 1941 года. В начале Великой Отечественной войны добровольцем ушёл на фронт, был назначен на должность «писателя» в газету «Сын отечества» 51-й Отдельной армии, защищавшей Крым. В феврале 1942 года был переведён в газету «Боевой натиск» Крымского фронта, в 1942—1943 годах служил в газетах Северо-Кавказского фронта и Отдельной Приморской армии, сначала в звании батальонного комиссара, затем подполковника. Перенёс две контузии и одно тяжёлое ранение под Батайском. Заместителем наркома обороны награждён золотыми часами за текст песни «Боевая крымская», ставшей песней Крымского фронта.
В конце ноября 1943 года Сельвинского вызвали из Крыма в Москву. Его критиковали за сочинительство «вредных» и «антихудожественных» произведений, обвиняли в том, что он «неправильно» рассказал о еврейских жертвах фашистов. По другой версии, во вполне безобидном стихотворении Сельвинского «Кого баюкала Россия…» (1943) усмотрели карикатурное изображение И. В. Сталина (скрытого под словом «урод»).
Был демобилизован из армии. Бенедикт Сарнов так описывает это событие:

Дело происходит 10 февраля 1944 года. <…> Идёт заседание секретариата ЦК ВКП(б). <…> Обсуждается «идейно-порочное» стихотворение Ильи Сельвинского «Кого баюкала Россия». Неожиданно в зале заседания появляется Сталин и, указывая на проштрафившегося поэта, кидает такую реплику:

— С этим человеком нужно обращаться бережно, его очень любили Троцкий и Бухарин.
Сельвинский рвался обратно на фронт, но его просьбу удовлетворили только в апреле 1945 года. Он был восстановлен в звании и назначен военным журналистом на Второй Прибалтийский фронт, где он работал в газетах «На разгром врага» (Первой ударной армии) и «Суворовец» (Второго Прибалтийского фронта). Уже после капитуляции Германии его направили во главе группы офицеров-журналистов в Кенигсберг.

### Послевоенные годы
В 1948 году приказом Главлита официально под запретом оказались многие произведения Сельвинского, в том числе — знаковые поэмы 1920-х гг.: «Улялаевщина», «Пушторг», «Записки поэта».
В 1950-х годах Сельвинским были сделаны новые редакции ряда ранних своих произведений.
Так, в 1956 году, в двухтомнике «Избранных произведений», была опубликована новая версия «Улялаевщины». Поэма была полностью переписана автором: увеличился объём (13 глав вместо былых 11), претерпели кардинальные изменения язык и сюжет эпопеи, а также образы героев. При этом датировка под текстом осталась прежней — 1924 год.
Пересмотрены были также тексты других запрещённых произведений 1920—1930-х гг.: романа «Пушторг», повести в стихах «Записки поэта», трагедий «Командарм 2» и «Пао-Пао». Все они вошли в собрание сочинений поэта в новых редакциях. Однако впоследствии произведения эти были перепечатаны и в первоначальном виде: в двухтомнике 1989 года в ранних редакциях были переизданы «Улялаевщина» и «Командарм 2», а ещё раньше, в томе Сельвинского в «Библиотеке поэта», был напечатан наиболее полный текст романа в стихах «Пушторг» (с небольшими позднейшими авторскими правками, которые в этом издании оказались сопряжены с основными массивом раннего текста).
«Улялаевщина» (в редакции издания 1930 года), а также скандальная повесть «Записки поэта», главы из «Пушторга» и пьеса «Пао-Пао» в первых редакциях вошли в однотомник Сельвинского, вышедший в издательстве «Время» в 2004 году.
В 1959 году, в разгар травли Б. Пастернака Илья Сельвинский неожиданно для многих опубликовал стихотворение:
А вы, поэт, заласканный врагом,

Чтоб только всласть насвоеволить,

Вы допустили, и любая сволочь,

Пошла плясать и прыгать кувырком.

К чему ж была и щедрая растрата

Душевного огня, который был так чист,

Когда теперь для славы Герострата

Вы родину поставили под свист?
По словам Наума Коржавина, стихи эти
«рождены вовсе не корыстью, как думают многие, а яростью отчаяния. Поступок Пастернака опрокинул все те представления, за которые он (Сельвинский) всю жизнь с таким мастерством цеплялся, а сил сознаться у него, старого и больного, перед смертью уже не хватило. И он уступил этой ярости».
Впоследствии, по воспоминаниям поэта К. Ковальджи, Сельвинский покаялся перед Пастернаком:

…Когда Пастернак тяжело заболел, к нему пришла Берта, жена Ильи Львовича (по его просьбе), справиться о здоровье. А Пастернак спросил первый:
«Как себя чувствует Илья Львович?» (Тот перенёс инфаркт.) Узнав это, И. Л. сам пришёл к Б. Л. и у кровати опустился на колени, прося прощения. А умирающий Пастернак: «Встаньте, прошу. Я давно вас простил».
— К. Ковальджи. Ещё о Сельвинском
В 1962 году Сельвинский выпускает теоретическую книгу «Студия стиха», ставшую заметным литературным событием тех лет. Помимо увлекательного экскурса в историю поэзии вообще и русского стиха в частности (разделы «О просодиях», «Виды поэзии»), а также авторских размышлений о технике стиха, мастерства в поэзии (очерки «Рифма», «Конструкция», «Звукопись»), книга содержала отдельный раздел писем поэта к студентам — семинаристам-заочникам Литературного института.
Один из учеников Сельвинского, поэт Давид Самойлов, так отозвался впоследствии о «Студии стиха»:

«То, чему учил нас Илья Львович, можно прочитать в его книге „Студия стиха“. Книга эта может много дать начинающим литераторам, да и всем, кто интересуется механикой стиха.
Удивляют своей щедростью, внимательностью, затратой времени, ума и знаний письма Сельвинского молодым поэтам, его тщательные разборы произведений, часто довольно несовершенных.
С той же самоотдачей разговаривал он с нами»— Д. Самойлов. «В мастерской стиха».
Илья Сельвинский умер 22 марта 1968 года. Похоронен в Москве на Новодевичьем кладбище (участок № 7).

## Награды
- орден Отечественной войны 1-й степени (16.10.1943)
- 3 ордена Трудового Красного Знамени (31.01.1939; 09.11.1959; 28.10.1967)
- орден Красной Звезды (22.02.1943, был представлен к ордену Красного Знамени)
- медали: «За оборону Москвы»[68] и др.

## Семья
- Жена (с 24 ноября 1924 года) — Берта Яковлевна Сельвинская (урождённая Зеликович, в первом браке Абарбарчук, 1898—1980)[69]. Ей посвящена поэма Ильи Сельвинского «Улялаевщина».
  - Дочь — художница и поэтесса Татьяна Ильинична Сельвинская (2 ноября 1927 — 17 мая 2020), лауреат Государственной премии России.
    - Внук — Кирилл Аркадьевич Сельвинский (1961—2017), художник, дизайнер; с 1991 года жил в Израиле.
- Падчерица — Цецилия Александровна Воскресенская (Циля Сельвинская[70][71], 1923—2006), актриса, режиссёр-педагог. Дочь Александра Семёновича Абарбарчука (1891—1941), уроженца Тирасполя, секретаря, затем председателя Царицынского центрального (губернского) Совета профсоюзов (1918)[72], в 1920—1922 годах губпродкомиссара Царицынской губернии[73]; техника-интенданта 1-го ранга, пропавшего без вести на фронте осенью 1941 года[74][75]; он возглавлял сырьевой отдел Центросоюза, в котором в 1920-е годы работал Илья Сельвинский[76]. Вторым браком была замужем за сыном немецкого антифашиста, мемуаристом Андреем Иосифовичем Эйзенбергером (1924—2013)[77][78][79]. После смерти Ильи Сельвинского Ц. А. Сельвинская — член Комиссии по его литературному наследию, автор воспоминаний о нём, составитель поэтических сборников Сельвинского, инициатор и организатор создания (вместе с Татьяной Сельвинской) Дома-музея Ильи Сельвинского в Симферополе.

## Память
- В честь поэта названа улица в Киевском районе города Симферополя[80].
- Дом-музей И. Сельвинского по адресу Бондарный переулок, 2 был создан в 1989 году в Симферополе как отдел Крымского краеведческого музея[81].
- В городе Евпатория в 1993 году именем И. Сельвинского названа гимназия, в которой он учился[82].
- В 1999 году, к 100-летию со дня рождения поэта, его именем была названа юношеская библиотека № 14 в г. Евпатории.
- 4 мая 1999 года в честь И. Л. Сельвинского назван астероид 7725 Selʹvinskij, открытый в 1972 году астрономом Н. С. Черных.
- В 1989—1991 гг. Творческим объединением «Экран» был выпущен трёхсерийный фильм о жизни и творчестве И. Сельвинского (реж. Э. Филатьев; сценарий Ц. Воскресенской, Л. Озерова, Э. Филатьева): «Начало пути» (1989), «На заре соцреализма» (1991), «Инженеры человеческих душ» (1991).
- В 2005 году 4 выпуском серии документальных передач Льва Аннинского «Медные трубы» вышел фильм об Илье Сельвинском.

### Собрание сочинений
Собрание сочинений. В 6 т. / Вступит. статья и примеч. О. Резника. — М., Художественная литература, 1971—1974.
- Том 1. Стихотворения. — 1971. — 702 с. Разделы: Гимназическая муза; Стихи из тюрьмы; Экспериментальное; Стихи о любви; Тихоокеанские стихи; Зарубежное; Война; Мир; Стихи для детей; Публицистика.
- Том 2. Поэмы. — 1971. — 398 с. Из содерж.: Рысь; Улялаевщина; Записки поэта; Пушторг.
- Том 3. Драмы и трагедии. — 1972. — 527 с. Из содерж.: Командарм 2; Пао-Пао; Рыцарь Иоанн; Орла на плече носящий.
- Том 4. Путешествие по Камчатке; Умка — Белый Медведь; Арктика. — 1973. — 416 с.
- Том 5. Россия; Читая «Фауста». — 1973. — 688 с. Из содерж.: Россия: Ливонская война; Царь да бунтарь; Большой Кирилл.
- Том 6. О, юность моя! Роман. — 1974. — 512 с.

### Собрания произведений
- Лирика. Драма. — М.: Гослитиздат, 1947. — 606 с.
- Избранное. — М.: Советский писатель, 1950. — 340 с.
- Избранные произведения. — М., Гослитиздат, 1953. — 674 с.
- Избранные произведения. В 2 т. — М., Гослитиздат, 1956.
  - Том 1. Стихотворения. Поэмы / Вступит. ст. В. Огнева. — 423 с.
  - Том 2. Трагедии. — 479 с.
- Избранные произведения. В 2 т. — М., Гослитиздат, 1960.
  - Том 1. Лирика; Арктика. Роман. — 351 с.
  - Том 2. Россия. Драматический эпос. — 655 с.
- Избранные произведения. / Вступ. статья З. Кедриной; Сост. И. Михайлова; Подгот. текста и примеч. И. Михайлова и Н. Захаренко.] — Л.: Советский писатель, 1972. — 958 с. (Библиотека поэта. Большая сер.). (Из содерж.: Улялаевщина; Пушторг; Рыцарь Иоанн).
- Стихотворения. Царевна-Лебедь. Трагедия. / Сост.: Ц. Воскресенская, И. Михайлов. — М.: Художественная литература, 1984. — 383 с.
- Я это видел! Стихотворения и поэмы. / Сост. и предисл. В. Огнева. — М.: Советская Россия, 1985. — 160 с.
- Избранные произведения. В 2 т./ Сост. Ц. Воскресенской; Науч. подгот. текстов и коммент. И. Михайлова — М., Художественная литература, 1989.
  - Том 1. Стихотворения. Поэмы. / Вступит. статья Л. Озерова. — 607 с. (Из содерж.: Стихотворения; Pro domo sua. Поэмы: Рысь. Венок сонетов; Улялаевщина. Эпопея).
  - Том 2. Пушторг. Командарм 2. Трагедия мира. — 414 с.
- Из пепла, из поэм, из сновидений. / Сост. и вступит. статья А. Ревича. Послеслов. из книги «Мои воспоминания…» Ц. Воскресенской. Фотоматериалы — М.: Время, 2004. — 752 с.; 3000 экз. (Поэтическая библиотека). (Из содерж.: Стихотворения; Pro domo sua; Улялаевщина. Эпопея; Записки поэта. Повесть; Пушторг. Главы из романа; Пао-Пао. Драма).

### Сборники лирики
(Основные издания)
- Рекорды. Стихи. — М.: Узел, 1926
- Ранний Сельвинский. — М.—Л.: Государственное издательство, 1929. — 255 с.; Супер. облож.; 3000 экз. [Стихи и короны сонетов]
- Избранные стихи. — М., «Огонёк», 1930. — 48 с.
- Рекорды. Стихи и новеллы. — М.—Л.: ГИХЛ, 1931. — 104 с.
- Как делается лампочка. — М.: изд. и типо-лит. акц. изд. о-ва «Огонёк», 1931. — 46 с., портр.; 1 с. объявл. — 20 000 экз. (Библиотека «Огонёк» № 615)
- Декларация прав. — М.: Советская литература, 1933. — 285 с. — 5250 экз.
- Избранные стихи. / Предисл. О. Резника. — М.: ГИХЛ, 1934. — 176 с.; 5000 экз. (Библиотека современных поэтов)
- Лирика. — М., ГИХЛ, 1934. — 210 с.
- Тихоокеанские стихи. — Худож. Л. Эпле. — М.: Московское товарищество писателей, 1934. — 127 с. — 5100 экз.
- Лирика. — М., Гослитиздат, 1937. — 208 с.
- Баллады и песни. — М.: Гослитиздат, 1943. — 63 с.
- Крым. Кавказ. Кубань. Стихи. — М.: Советский писатель, 1947. — 224 с. — 10 000 экз.
- Казахстан. — Алма-Ата, Каз. гос. изд. художествен. лит., 1958. — 155 с.
- Стихотворения. — М.: Гослитиздат, 1958. — 216 с.
- О времени, о судьбах, о любви. Стихи. — М.: Советский писатель, 1962. — 187 с.
- Лирика. / Вступит. статья Л. Озерова. — М.: Художественная литература, 1964. — 487 с.
- Давайте помечтаем о бессмертье. Стихи. — М.: Московский рабочий, 1969. — 112 с.
- Избранная лирика. / Вступит. статья, сост. и подгот. текстов Н. Кислухина. — М.: Художественная литература, 1979. — 269 с.
- Избранная лирика. — М.: Детская литература, 1980. — 174 с.
- Pro domo sua. Стихи. — М.: Правда, 1990. — 31 с. (Б-ка «Огонёк»; № 52).
- Я это видел. / Сост. и предисловие К. Шакаряна. — Шексна: Челнок, 2024. — 60 с.

### Эпические произведения
- Улялаевщина: Эпопея. — М., Артель писателей «Круг», 1927—148 с.
  - То же — 2-е издание: Эпопея. Исправленный и дополненный текст. — М.-Л.: Государственное издательство, 1930. — 160 с.; 3000 экз.
  - То же — 3-е издание: Эпопея. — Рисунки худож. А. Тышлера. — М.: ГИХЛ, 1933 (обл. 1934). — 121 с.; 5000 экз.
  - То же — 4-е издание: Эпопея. — М.: Гослитиздат, 1935. — 128 с.; 30 000 экз.
- Записки поэта: Повесть. — М.—Л.: Государственное издательство, 1928. — 94 с. — 3000 экз.
- Пушторг: Роман. — М.—Л.: Государственное издательство, 1929. — 192 с.; Супер. облож.; 3000 экз.
  - То же — 2-е издание: Роман. — М.—Л.: ГИХЛ, 1931. — 192 с.
- Электрозаводская газета. — М.: Федерация, 1931. — 4 с. (в форме газеты).
- Арктика. Роман. — М.: Советский писатель, 1957. — 298 с.
- Три богатыря. Эпопея. — М.: Советский писатель, 1990. — 253 с.

### Драматургия
- Командарм 2. — М.-Л., Государственное издательство, 1930. — 160 с.
- Пао-Пао. — М.: Советская литература, 1933. — 135 с.
- Умка — Белый Медведь. — М.: Гослитиздат, 1935. — 124 с.
- Рыцарь Иоанн. Трагедия в 5 актах. — М.: Гослитиздат, 1939. — 245 с. — 10 000 экз.
- Генерал Брусилов. — М.-Л., Искусство, 1943. — 134 с.
- Бабек (Орла на плече носящий). Трагедия. — М.: Советский писатель, 1946. — 204 с.
- Ливонская война. — М.: Искусство, 1946. — 160 с.
- Трагедии. — М.: Советский писатель, 1952. — 514 с.
- От Полтавы до Гангута. Трагедия. — М.: Искусство, 1953. — 224 с.
- Россия. Драматический эпос. — М.:Советский писатель, 1957. — 592 с.
- Театр поэта. — М.: Искусство, 1965. — 508 с.

### Теоретические работы
- Знаем. Клятвенная конструкция конструктивистов-поэтов. / А. Чичерин, И. Сельвинский. — М., К.П., 1923. — 4 с.
- Стихия русского стиха. Курс лекций/Лит. ин-т. им. А. М. Горького. Каб. лит. мастерства. — М., 1958. — 130 л. (отпечатано на множ. аппарате).
- Студия стиха. — М., Советский писатель, 1962. — 346 с.
- Я буду говорить о стихах. Статьи. Воспоминания. Студия стиха. — М., Советский писатель, 1973. — 503 с.

### Проза
- О, юность моя! Роман. — М.: Советский писатель, 1967. — 519 с.
- Черты моей жизни. // Советские писатели. Автобиогр. — М., 1959. Т. 2. — С. 332—338.

### Письма
- Письма к студентам. — М., Советская Россия, 1965. — 71 с. (Библиотечка молодого литератора).
- «Где-то на пределе красоты…». Письма к жене. / Сост., предисл. и коммент. Ц. Воскресенской. — Симферополь, ТЦ ДПИ «Палитра», 1999. — 80 с.

### Стихи для детей
- Что правильно? / Рисунки М. Ромадина. — М., Детская литература, 1976. — 15 с.
- Стихи для детей, а также и для их родителей. / Сост. Ц. А. Воскресенская. — Симферополь, ООО ТД «Палитра», 2002. — 50 с.

### Переводы
- Таджикская поэзия. / [Со вступ. заметкой и крат. биограф. справками]. — Сталинабад, Гос-изд. ТаджССР, 1949. — 338 с.
- Поэзия Востока. / [Пер. И. Л. Сельвинский]. — Ростов-на-Дону, Феникс, 2008. — 279 с. — («Золотой фонд»).

## Издания
- Сельвинский И. Собрание сочинений в шести томах. Т. 1-6. — М.:ГИХЛ (Художественная литература), 1971—1974.
- Сельвинский, И. Как делается лампочка. — М.: Огонёк, 1931. 48 с. (Библиотека «Огонёк»).
- Сельвинский И. Декларация прав. — М.: Советская литература («Федерация»), 1933. — 288 с., 5 250 экз.
- Сельвинский И. Театр поэта. — М.: Искусство, 1965. 508 с.
- Илья Сельвинский. Давайте помечтаем о бессмертье: стихи. / Портрет И.Сельвинского работы Т.Сельвинской. — М.: Московский рабочий, 1969. — 112 с. Тираж 35 000 экз.
- Сельвинский, Илья. Избранные произведения. — Л.: Советский писатель. Ленинградское отделение, 1972. 958 с. (Библиотека поэта. Большая серия).
- Сельвинский, Илья. Что правильно? / Рис. М. Ромадина. М.: Детская литература, 1976. 16 с. (Для маленьких).
- Сельвинский, Илья. Стихотворения; Царевна-Лебедь: Трагедия. — М.: Художественная литература, 1984. — 383 с.
- Сельвинский, Илья. Три богатыря: Эпопея / Предисл. И. Михайлова; Худож. В. Перцов. — М.: Советский писатель, 1990. 256 с. ISBN 5-265-00719-9.
- Сельвинский, Илья. Из пепла, из поэм, из сновидений. — М.: Время, 2004. — 750 с.. — (Поэтическая библиотека). ISBN 5-94117-060-2. — В содерж.: Стихотворения; Улялаевщина: Эпопея; Записки поэта: Повесть; Пушторг: Главы из романа; Пао-Пао: Драма. (Ранние редакции).
- Поэзия Востока / [Пер. И. Л. Сельвинский]. — Ростов-на-Дону: Феникс, 2008. — 279 с. — («Золотой фонд»). ISBN 978-5-222-13694-2. — В содерж. авт.: Омар Хайям, Фирдоуси, Саади, Рудаки.
- Сельвинский, Илья. Я это видел. / Сост. и предисловие К. Шакаряна. — Шексна: Челнок, 2024. — 60 с.

### Основные работы о жизни и творчестве И. Л. Сельвинского

#### Монографии. Сборники работ
- Резник О. Жизнь в поэзии. Творчество Ильи Сельвинского. — М.: Советский писатель, 1967. — 588 с. (2-е издание: М.: Советский писатель, 1972. — 527 с.; 3-е издание: М.: Советский писатель, 1981. — 528 с.).
- Крымские Пенаты: Альманах лит. музеев Крыма.- Симферополь, 1996, № 2 (Тематический выпуск к 100-летию со дня рождения И. Л. Сельвинского). — 157 с., 10 л. ил.
- Гаврилюк В. Л. Черты поэзии и жизни Ильи Сельвинского: к 100-летию со дня рождения. — Симферополь: КАГН, 1999. — 69 с.
- Добровольская И. «Ещё мой бриг не трогался с причала…»: О юности поэта И. Сельвинского. — Симферополь: КАГН; Дом-музей И. Л. Сельвинского, 1999. — 64 с. — Прил. к альм. «Крымские пенаты».
- Shrayer, Maxim D. (Шраер, Максим Д.) I SAW IT: Ilya Selvinsky and the Legacy of Bearing Witness to the Shoah. Boston, 2013. ISBN 978-1618113078.
- «За горизонт зовущий» : Художественный мир И. Сельвинского (К 120-летию со дня рождения поэта) : коллект. монография / отв. ред. д. филол. н. А. П. Люсый; ред.-сост. д. филол. н. А. В. Петров и Л. И. Дайнеко. — Симферополь: ИТ «АРИАЛ», 2020. — 356 с. — ISBN 978-5-907310-27-8.
- Красникова А. С. Поэма Ильи Сельвинского «Улялаевщина»: История текста. — СПб.: Изд-во Пушкинского Дома, Нестор-История, 2021. — 392 с. — ISBN 978-5-4469-2016-7

#### Авторефераты диссертаций
- Ваняшова М. Г. Драматическая поэзия И. Сельвинского 20-30-х гг. (Идейно-творческая эволюция художника) / Автореферат диссертации на соискание учёной степени кандидата филологических наук. — М.: Московский государственный педагогический институт им. В. И. Ленина, 1971. — 24 с. (о)
- Павлова Г. М. Илья Сельвинский — драматургии / Автореферат диссертации на соискание учётной степени кандидата филологических наук. — М.: Московский государственній университет им. М. В. Ломоносова, 1971. — 24 с.
- Гринберг И. С. Проблемы мастерства Ильи Сельвинского в стихотворных исторических трагедиях (На материале «Ливонской войны») / Автореферат диссертации на соискание учёной степени кандидата филологических наук. — Ташкент: Ташкентский государственный университет им. В. И. Ленина, 1972. — 36 с.
- Захаров В. В. Лирика и стихотворный эпос И. Сельвинского / Автореферат диссертации на соискание учёной степени кандидата филологических наук. — Л.: Ленинградский государственный педагогический институт им. И. И. Герцена, 1974. — 20 с.
- Прокофьева О. С. Идеи и образы лирики И. Сельвинского / Автореферат диссертации на соискание учёной степени кандидата филологических наук. — Баку: Азербайджанский государственный университет им. С. М. Кирова, 1984. — 24 с.
- Миронов В. Л. Идейно-художественные поиски в драматургии И. Л. Сельвинского / Автореферат диссертации на соискание учёной степени кандидата филологических наук. — М.: Московский областной педагогический институт им. Н. К. Крупской, 1987. — 16 с.
- Степанова И. О. Проблеми поетики І. Л. Сельвинського: ліричний суб'єкт, портрет, пейзаж / Автореферат дисертації на здобуття наукового ступеня кандидата філологічних наук. — Симферополь, 2007.
- Ястребов-Пестрицкий М. С. Метафора как компонент идиостиля писателя (на материале поэтического очерка И. Л. Сельвинского «Путешествие по Камчатке») / Автореферат диссертации на соискание ученой степени кандидата филологических наук. — Донецк, 2016.

#### Критика и литературоведение
- Лежнев А. Илья Сельвинский и конструктивизм. // Современники. — М.: Круг, 1927. (то же: Лежнев А. З. О литературе — М.: Советский писатель, 1987, СС. 203—221).
- Зелинский К. Философия «Улялаевщины». // Поэзия как смысл. Книга о конструктивизме. — М.: Федерация, 1929. (2-е издание: М.: ОГИ, 2016).
- Гельфанд М. Переделка мечтателя (Лейтмотивы поэзии Ильи Сельвинского). — «Печать и революция», 1929, № 10. СС. 41-63; № 11. СС. 32-57.
- Розанов И. Сельвинский и конструктивисты. // Русские лирики. — М.: Никитинскин субботники, 1929. — СС. 177—210.
- Селивановский А. Илья Сельвинский. — Литературный критик, 1935, № 2. — СС. 93-129.
- Асеев Н. Литое слово (Заметки о «Ливонской войне» И. Сельвинского). — «Знамя», 1945, № 10. — СС. 168—175.
- Антокольский П. Вечный поиск. — «Литературная газета», 1959, 24 октября.
- Михайлов Ал. «Верьте моим стихам!» — «Знамя», 1969, № 10. — СС. 236—246.
- Кедрина З. Поэзия Ильи Сельвинского. // Сельвинский И. Л. Избранные произведения. — Л.: Советский писатель, 1972. — СС. 5-47.
- Озеров Л. «Влюблённые не умирают…» // Озеров Л. А. Мастерство и волшебство. — М.: Советский писатель, 1972.
- Прашкевич Г. Илья Львович Сельвинский // Прашкевич Г. М. Самые знаменитые поэты России. — М.: Вече, 2001 — СС. 378—389.
- Аннинский Л. «Этот стих… как стакан океана» (Илья Сельвинский) // Аннинский Л. Красный век. — М.: Молодая гвардия, 2004. — СС. 246—263.
- Ревич А. М. Седое с детства поколенье (Об Илье Сельвинском) // Ревич А. М. Позднее прощание — М.: Русский импульс, 2010. — СС. 398—409.
- Бабенко В. С. Война глазами поэта. Крымские станицы из дневников и писем И. Л. Сельвинского. Симферополь, 1994. Редактор и ответственный за выпуск Л. Л. Сергиенко.
- Филатьев Э. Н. Тайна подполковника Сельвинского. // Война глазами поэта. — Симферополь, 1994. Стр. 69.
- Левченко М. Интертекстуальность романа в стихах Ильи Сельвинского «Пушторг» (Байрон — Пушкин — Маяковский) // Русская филология. 10. Сборник трудов молодых филологов. Тарту, 1998.
- Рабинович В. Фонетическая среда для речевого жеста // Рабинович В. Л. Поэтологические штудии. — М.: Совпадение, 2012 — СС. 126—143.
- Мельников А. «Жить в горячих сердцах, а не в бронзе» (К 120-летию со дня рождения Ильи Сельвинского) — Литературная газета, 2019, № 43 (23 октября).
- Люсый А. Творчество Ильи Сельвинского в лабиринтах локальных текстов и глобальных контекстов. — Вопросы литературы, 2021, № 4. — СС. 13-34
- Красникова А. «Улялаевщина» Сельвинского в 1924—1927 годах Реконструкция допечатной истории поэмы на основе архивных источников. — Вопросы литературы, 2021, № 4. — СС. 34-70.
- Макарова С. А. На подступах к «Сивашской битве»: эстетическое самоопределение И. Л. Сельвинского в эпоху расцвета русского модернизма. // Русская литература Крыма: Эпоха лихолетья. Симферополь, ИТ «АРИАЛ», 2021. — СС. 111—137.
- Шакарян К. «— Россия! — Я...» Об исторических трагедиях Ильи Сельвинского. — Звезда, 2022, № 8. СС. 246–253.
- Шакарян К. А. «Пушторг» как ключевое произведение русского конструктивизма. — Вестник Ереванского университета (Русская филология), 2023, № 1 (22). — СС. 24–45.
- Шакарян К. "Советский" "антисоветский" Сельвинский. — Новый мир, 2024, № 3.
- Шакарян К. Планета Илья Сельвинский. — Литературная газета (24.10.2024).
- Шакарян К. «Орудие дальнего действия». Поэтика Ильи Сельвинского и поэты-шестидесятники. — Гостиная, № 125, 2025.

#### Энциклопедические статьи
- Г. К. Сельвинский // Литературная энциклопедия: В 11 т. — Т. 10. — [М.: ГИХЛ, 1937]. — Стб. 613—617.
- Сельвинский Илья (Карл) Львович (недоступная ссылка) (недоступная ссылка с 14-06-2016 [3330 дней]) // Российский гуманитарный энциклопедический словарь: В 3 т. — М.: ВЛАДОС; Филол. фак. С.-Петерб. гос. ун-та, 2002. Т. 3.
- Сельвинский Илья (Карл) Львович — статья из Большой советской энциклопедии. Фарбер Л. М..
- Сельвинский Илья — статья из Электронной еврейской энциклопедии
- Русские советские писатели. Поэты: Биобиблиогр. указ. / Гос. публ. б-ка им. М. Е. Салтыкова-Щедрина; [Редкол.: О. Д. Голубева (пред.) и др.]. — Вып. 23: И. Сельвинский — Я. Смеляков / [Сост.: Д. Б. Азиатцев и др.]. — М.: Книга, 2000. — 575 с. ISBN 5-8192-0048-9
- Шошин В. А. Сельвинский Илья (Карл) Львович // Русская литература XX века: Прозаики, поэты, драматурги: Биобиблиографический словарь: В 3-х т. — М.: Олма-пресс инвест, 2005. — Т. 3. — С. 293—295.

### Воспоминания о Сельвинском
- О Сельвинском: Воспоминания / [Сост. Ц. А. Воскресенская, И. П. Сиротинская]. — М.: Советский писатель, 1982. — 399 с.
  - П. Антокольский. Илья Сельвинский. — СС. 4-12.
  - К. Л. Зелинский. За горизонт зовущий. — СС. 13-28.
  - Николай Ушаков. Преодоление формулы. — СС. 29-34.
  - Е. Габрилович. Вторая четверть. — СС. 35-45.
  - Вера Смирнова. Илья Сельвинский читает Пушкина. — СС. 46-50.
  - Эраст Гарин. «Командарм-2» Ильи Сельвинского в Театре имени Всеволода Мейерхольда. — СС. 51-60.
  - Александр Безыменский. Триумф советской поэзии. — СС. 61-66.
  - Ц. А. Воскресенская. В кругу родных. — СС. 67-100.
  - Д. Березин. Оружием стиха. — СС. 101—105.
  - М. Ф. Архарова. Вместе с нами шли в наступление стихи Сельвинского. — СС. 106—112.
  - Борис Серман. Аджи-Мушкай. — СС. 113—114.
  - П. П. Свириденко. Строка поэта в боевом строю. — СС. 115—121.
  - Расул Рза. О Сельвинском. — СС. 122—124.
  - Яков Хелемский. Курляндская весна. — СС. 125—175.
  - Константин Лапин. Слушая Сельвинского. — СС. 176—181.
  - О. Резник. О самом любимом друге на всю жизнь! — СС. 182—227.
  - Назым Хикмет. Мастер. — СС. 228—231.
  - А. Дымшиц. Песня судьбы. — СС. 232—236.
  - Анатолий Волков. На карауле у революции. — СС. 237—246.
  - Валерия Герасимова. Сельвинский — рядом! — СС. 247—255.
  - Анатолий Медников. Строчки на память. — СС. 256—265.
  - Константин Алтайский. Илья Сельвинский в Казахстане. — СС. 266—270.
  - Яков Белинский. Из воспоминаний о Сельвинском. — СС. 271—280.
  - В. Потёмкина. Колокол. — СС. 281—286.
  - Владимир Огнев. Заметки об Илье Сельвинском. — СС. 287—300.
  - Ирина Гринберг. Две встречи с Ильёй Сельвинским. — СС. 301—309.
  - Александр Шпирт. Как много нужно знать поэту. — СС. 310—320.
  - Ю. Окунев. Четыре этюда о Сельвинском. — СС. 321—327.
  - Леонид Вышеславский. Друг в поэзии. — СС. 328—335.
  - Илья Елин. Мой Сельвинский. — СС. 336—340.
  - И. Л. Михайлов. Сельвинский в моей жизни. — СС. 341—354.
  - Сергей Наровчатов. Годы ученья. — СС. 355—365.
  - Лев Озеров. «Стакан океана». — СС. 366—396.
  - Т. Сельвинская. Моему отцу. — СС. 397—398.

- Т. Глушкова. О Сельвинском // «День поэзии». — М.: Советский писатель, 1979. СС. 169—170.
- В. Липатов. Уроки Сельвинского. — Байкал, 1980, № 1. — СС. 136—145.
- А. Пузиков. Розги и тернии (И. Л. Сельвинский) // Пузиков А. И. Будни и праздники. Из записок главного редактора. — М.: Худ. литература, 1994. СС. 289—297 (то же: М.: Худ. литература, 2012. — СС. 277—287).
- Л. Левин. «Я до Вас когда-нибудь доберусь». — Вопросы литературы, 1995, № 6. — CС. 297—307
- Д. Самойлов. В мастерской стиха // Самойлов Д.С. «Перебирая наши даты…» — М.: Вагриус, 2000. — СС. 176—181.
- Б. Слуцкий. Семинар Сельвинского // Слуцкий Б. А. О других и о себе. — М.: Вагриус, 2005.
- Н. Коржавин. Сельвинский // Коржавин Н. М. В соблазнах кровавой эпохи. В 2-х тт. Т. 1. — М.: Захаров, 2007. — СС. 506—521.
- Д. Шраер-Петров. «Караимские пирожки (Сельвинский)» // Шраер-Петров Д. П.  Водка с пирожными. Роман с писателями. — СПб., 2007. — СС. 272—282.
- В. Огнев. «Почему — Есенин?»; «Новаторство всегда безвкусно…» (Илья Сельвинский) // Огнев В. Ф. Фигуры уходящей эпохи. — М.: Гелеос, 2008. — СС. 124—125; 354—365.
- М. Бойко. «К сорока годам его сломали: Пастернаку простили разговор со Сталиным, а Сельвинскому не простили стихи о Пастернаке»: [Интервью с Татьяной Ильиничной Сельвинской] // Exlibris-НГ. 2009 . № 015 (507).
- Л. Либединская. «Люблю великий русский стих» // Либединская Л. Б. Зелёная лампа. — М.: АСТ, 2013. — СС. 392—401.

#### Биография и произведения
- Илья Сельвинский на сайте «Стихия»
- Илья Сельвинский. Время моё — в грядущем! Группа ВК, посвящённая жизни и творчеству И. Сельвинского
- Илья Сельвинский на сайте «Русская поэзия 1960-х годов»
- Илья Сельвинский на сайте «Век перевода»
- Илья Сельвинский на сайте «Поэзия Московского Университета от Ломоносова и до…»

#### Отдельные произведения
- [lib.ru/POEZIQ/SELVINSKIJ/ulalaj.txt «Улялаевщина»] в Библиотеке Мошкова.
- «Тушинский лагерь» — Зеркало: Литературно-художественный журнал
- [militera.lib.ru/poetry/russian/selvinsky/index.html «Керчь»] на сайте «Военная литература»
- 2 стихотворения — Литературный Крым
- Отрывок из романа «Пушторг». Глава вводная без номера.
- Стихотворения из цикла «Pro domo sua» в Тонком Журнале
- Илья Сельвинский. — Прикол-2000
- Эпиграммы Ильи Сельвинского

#### Стихи для музыкальных произведений
- Сельвинский на сайте «Советская музыка»

#### Разное
- Сельвинский Илья Львович. — Онлайн энциклопедия «Кругосвет»
- О поэме И. Сельвинского «Алиса». — «Солнечный ветер» — историко-художественный журнал для всех.
- Илья Сельвинский. История Евпатории. От Керкинитиды до наших дней. Керкинитида, Гезлев, Евпатория. История города-курорта
- Илья Сельвинский в Крыму — Очерки о Крыме, фото, путешествия, лечение и отдых в Крыму
- Максим Шраер Илья Сельвинский, свидетель Шоа
- Максим Шраер Илья Сельвинский и память о Шоа весной 1945 года
- Вячеслав Огрызко Отвечено по телефону (Илья Сельвинский)
- Вячеслав Огрызко Потеряйте эту ужасную Вашу субъективщину <И. Сельвинский и Т. Глушкова>